# Carlo Schwarz
Carlo Schwarz (* 1980) ist ein ehemaliger deutscher Footballspieler.

## Leben
Der 1,80 Meter messende Verteidigungsspieler stieß 1999 zur Mannschaft der Braunschweig Lions. Bis 2003 wurde er mit den Niedersachsen ein Mal deutscher Meister (1999) und zwei Mal Eurobowl-Sieger (1999 und 2003). In den Jahren 2000, 2001, 2002 sowie 2003 reichte es für Schwarz und seine Mannschaft zur deutschen Vizemeisterschaft, 2002 stand man ebenfalls im Eurobowl, verlor dort aber gegen die Bergamo Lions.
2004 stand er nicht im Braunschweiger Aufgebot, kehrte aber zum Spieljahr 2005 in die Mannschaft zurück. Nach der Saison 2005 zog er eines Studiums wegen nach Aachen.